# Mord w Pardołowie
Mord w Pardołowie – zbrodnia dokonana przez oddziały Narodowych Sił Zbrojnych na 11 żołnierzach Armii Ludowej z Pardołowa w powiecie koneckim.

## Przebieg zdarzenia
W nocy z 18 na 19 stycznia 1944 r. w Pardołowie grupa składająca się z 40 uzbrojonych ludzi – jak ustalono później  były to oddziały NSZ, „Las 1” pod dowództwem Stanisława Masłochy ps. „Lucjan” i „Las 2” dowodzony przez Józefa Wyrwę ps. „Stary” – okrążyła wieś i uwięziła kilkunastu ludzi. Oddziały te przybyły z Osicowej Góry, gdzie przez dłuższy czas kwaterowały u miejscowego gajowego. Część NSZ-owców przybyła z kierunku wsi Włochów i Hucisko. Po połączeniu się oddziałów począwszy od godziny 2.00 w nocy do godziny 6.00 rano dokonywano aresztowań członków PPR i AL. Wszystkich zaprowadzono do sołtysa Tadeusza Ścibisza gdzie ich torturowano, bijąc cepami aż do utraty przytomności, pytając gdzie mają broń i do jakiej komórki należą. Najpierw torturowanych rzucano jeden na drugiego przed domem sołtysa, a później dokonywano egzekucji. 
W tym czasie, gdy torturowano aelowców z Pardołowa, wracali do tej miejscowości z pogrzebu zamordowanego wcześniej przez NSZ, dowódcy oddziału partyzanckiego AL kapitana Władysława Żaka „Granata” aelowcy: kpt. „Żbik - Władysław Staromłyński - dowódca Okręgu Kieleckiego, Przemysław Ogonowski - dowódca dzielnicy AL i Kazimierz Czyż. Wracali oni furmanką, nie wiedząc, o tym, że wieś jest okrążona przez NSZ. Zostali otoczeni przez nich i zatrzymani. 
Kpt. Żbik rozpoznał kilku z nich. Mając wcześniej zagwożdżonego Visa, który zaciął się podczas oddawania salwy honorowej nad grobem zamordowanego przez NSZ „Granata”, walki nie podjął. Oddając broń eneszetowcom powiedział: „ze swoimi chłopakami walczył nie będę”. Jednak gdy zobaczył „Starego” - Józefa Wyrwę, zdecydował się na ucieczkę w pole. Choć został ciężko ranny w kolano, udało mu się wyrwać z rąk oprawców, jednak nie na długo. Odnaleziono go w polu i zaprowadzono do jednego z domów, gdzie mieścił się ich sztab. W tym domu po torturach - został bestialsko zamordowany i zakopany w jego piwnicy (odnaleziono go po wojnie z głową odciętą siekierą). 
Zamordowani zostali: kpt. Władysław Staromłyński ps. „Żbik”, Antoni Kij s. Mariana, Kazimierz Przychodni, Stefan Ścibisz, Ignacy Piętek, Jan Piętek, Mieczysław Piętek, Kazimierz Góral, Mieczysław Ścibisz, Tadeusz Ścibisz i Jan Krupa. 
Powyższą listę dostarczył eneszetowcom „Kret” – dowódca placówki AK z Pardołowa.
Prawie wszyscy uczestnicy mordu w Pardołowie, rekrutowali się z biedoty wiejskiej. Dowódcy oddziałów NSZ rekrutowali się z innych warstw społecznych. Józef Wyrwa „Stary” był nauczycielem wiejskim, a Stanisław Masłocha „Lucjan” był synem właściciela młyna.

## Powojenne procesy sprawców
Na początku lat pięćdziesiątych część uczestników mordu w Pardołowie zostało skazanych prawomocnymi wyrokami. W pierwszej instancji zapadły dwa wyroki śmierci i jeden 15 lat więzienia. Pozostałych dziesięciu skazano na kary więzienia od 6 do 10 lat. W drugiej instancji w wyniku rewizji, skazanym na karę śmierci zamieniono ją na 15 lat więzienia. Pozostałym odpowiednio zmniejszono lub utrzymano wyroki z pierwszej instancji. Ryszard Wierzbowski ps. „Kret”, który był szefem sztabu oddziału „Las 2”, i który zastrzelił rannego w kolano i torturowanego kpt. „Żbika”, został skazany na 15 lat więzienia. Inni uczestnicy tego mordu otrzymali kary więzienia:
- Marian K. „Wicher” – 15 lat

- Mieczysław G. „Korad” –10 lat

- Edward B. „Bari” – 8 lat

- Wacław N. „Dan” – 8 lat

- Tadeusz S. „Alicja” – 8 lat

- Kazimierz K. „Wicuś” – 7 lat

- Zdzisław P. „Atos”, „Ciapek” – 6 lat

- Tadeusz W. „Piorun” – 7 lat

- Ryszard K „Pogoń” – 6 lat

- Kazimierz Z. „Witold” – 6 lat

Po 1956 roku prawie wszyscy skazani uczestnicy mordu w Pardołowie opuścili więzienia (najdłużej karę odbywał Stanisław Masłocha – około 8 lat), w związku z kolejnymi amnestiiami ogłaszanych przez władze PRL.